# 岩城完之
岩城 完之（いわき さだゆき、1935年1月2日 - 2020年3月11日）は日本の社会学者。専門は地域社会学、社会・生活史、社会調査論。歌手の沼田浩正は甥にあたる。

## 来歴
東京出身の社会学者。1957年東京学芸大学学芸学部卒業。引き続き、青井和夫の下で東京学芸大学助手を務め、(財)日本工業立地センター研究員、和光大学助教授、北海道大学助教授、山梨大学教授を経て、関東学院大学文学部教授。その他にも非常勤講師を多数の大学で務めた。北大時代は、布施鉄治グループとたくさんの共同研究を行った。その堅実な社会調査に基づく講義と、穏和な雰囲気、特徴のあるやや高い口調はどの大学でもまじめに社会学に取り組む学生を惹きつけた。また同僚からの信頼も厚かった。山梨大学時代は電車の中での多読で知られていた。関東学院大学を定年退職。

## 著書
- 『都市社会変動と生活過程』（時潮社, 1994年）
- 『レイモン・アロン』（東信堂, 2001年）
- 『グローバリゼーションと地域社会変動』（関東学院大学出版会, 2005年）

### 編著
- 『社会学方法論』（御茶の水書房, 1983年）
- 『産業変動下の地域社会』（学文社, 1996年）
- 『城南工業地帯の衰退と地域社会の変容』（こうち書房, 2000年）
- 『企業社会への社会学的接近』（学文社, 2006年）

### 共著
- 『地域産業変動と階級・階層』（御茶の水書房, 1982年）
- 『倉敷・水島/日本資本主義の展開と都市社会』（東信堂, 1992年）
- 『20世紀社会学理論の検証』（有信堂, 1996年）

### 論文
- 「テーマ別研究動向(社会調査史研究)」『社会学評論』（日本社会学会）vol.58,No1/2007.